# Maleise civetkat
De Maleise civetkat of Oost-Indische civetkat (Viverra tangalunga) is een civetkat die voorkomt in Zuidoost-Azië.

## Kenmerken
De vacht is bedekt met rijen vlekken en een opvallend witte kraag, een witte buik, zwarte poten en ongeveer 15 ringen om de staart. De lichaamslengte bedraagt 62 tot 66 cm, de staartlengte 28 tot 35 cm en het gewicht 3,5 tot 4,5 kg.

## Verspreiding en leefgebied
Maleise civetkatten komen voor op het schiereiland Malakka, diverse Indonesische eilanden en de Filipijnen. Ze zijn in diverse leefomgevingen, zoals bossen, kreupelhout of grasland, te vinden. Alleen 's nachts komen deze dieren in open gebieden. Ze leven voornamelijk op de grond, maar kunnen ook klimmen.

## Voedsel
Maleise civetkatten zijn solitaire roofdieren. Ze zijn nachtactief en eten kleine zoogdieren, vogels, slangen, kikkers en insecten, zoals miljoenpoten en reuzenduizendpoten. Daarnaast eten ze ook eieren en fruit.

## Voortplanting
Maleise civetkatten kunnen maximaal vier jongen krijgen tot maximaal tweemaal per jaar. De jongen komen ter wereld in dichte begroeiing of holen in de grond. Ze kunnen 11 jaar worden.

## Wetenswaardigheden
De civetkat wordt 'gebruikt' voor de productie van kopi luwak. Dit is een speciaal soort koffie, waarvan de bonen gegeten wordt en gefermenteerd worden door de civetkat.